# Juncal Rivero
 (octobre 2011).
Si vous disposez d'ouvrages ou d'articles de référence ou si vous connaissez des sites web de qualité traitant du thème abordé ici, merci de compléter l'article en donnant les références utiles à sa vérifiabilité et en les liant à la section « Notes et références ».
Pour les articles homonymes, voir Rivero.
Juncal Rivero, née le 31 août 1966 à Valladolid, est une animatrice de télévision, actrice et mannequin espagnole.

## Biographie
Juncal Rivero se fait connaître en remportant, en 1984, le concours de beauté Miss Espagne. Après son titre de Miss Europe, un an plus tard, elle commence une carrière de mannequin sur les podiums de Paris et New York.
En 1986, elle connait sa première expérience dans le domaine de l'interprétation en jouant dans la série Segunda enseñanza de Pedro Masó, diffusée sur la TVE. Elle participe par la suite également aux séries El Súper ou La casa de los líos (1997-1999), avec Arturo Fernández. Ce dernier lui offre la possibilité de débuter au théâtre dans la pièce Desconcierto. Elle joue également dans le film Bomba de relojería (1998), de Ramón Grau.
En tant que présentatrice de télévision, sa carrière est liée à celle du producteur José Luis Moreno, qui la fait débuter, en 1994, dans le programme Entre amigos qui change de nom l'année suivante pour devenir Noche espectacular entre amigo, diffusée sur Canal Sur Televisión. Elle acquiert la popularité sur la période 2000-2004 en animant l'émission musicale, en direct les samedis soirs sur la TVE,  Noche de fiesta, produit et réalisé par Moreno, où elle côtoie une autre ancienne miss Espagne, María José Suárez. Par la suite, elle participe en 2005 à l'émission de danse Mira quien baila
Quant à sa carrière théâtrale, elle y retourne de 2005 à 2007 quand elle joue, aux côtés d'Arturo Fernández et Eva Serrano, dans la comédie de Santiago Moncada, Desconcierto.